# Elizário Ferreira

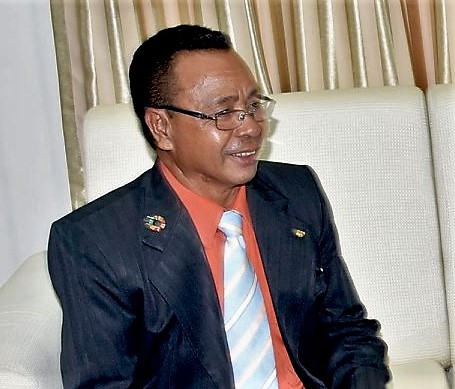
Elizário Ferreira (2020)

Elizário Ferreira (* 10. Juni 1973 in Atara, Portugiesisch-Timor) ist ein Politiker aus Osttimor. Er ist Mitglied der FRETILIN.

## Werdegang
Ferreiras Vater gehörte am Ende der portugiesischen Kolonialzeit zu den Führern von Atara. Dessen Cousin war Chefe de Suco, als 1986 die FALINTIL ihn kontaktierte und von diesem Lebensmittel zugesagt bekam. Elizário war damals als 13-Jähriger mit anwesend. Als er nach Dili kam, schloss er sich in Culu Hun mit 48 anderen Jugendlichen gegen die indonesische Besatzung zusammen. Sie gründeten die Saya Anak Fretilin Anti-Republik Indonesia (SAFARI), die spätere Frente Iha Timor Unidos Nafatin (FITUN). Im Dezember 1986 trafen sieben der Mitglieder den Rebellenführer Xanana Gusmão in der Bergregion des Cabalaki. Elizário Ferreira war einer von ihnen und wurde einer der beiden Sekretäre der FITUN, neben seinem Cousin Anacleto Bento Ferreira. Elizário Ferreira war einer der Demonstranten, die beim Papstbesuch in Osttimor 1989 Transparente entfalteten und so in die Weltberichterstattung kamen. Bei FITUN war er zudem zuständig für den Bereich Agitprop. 1991 warb Ferreira in seiner Heimat für eine Demonstration am 12. November in Dili. Er konnte selbst nicht daran teilnehmen, weil er am Tag zuvor verhaftet wurde und bis zum 28. November festgehalten wurde. Danach durfte er nicht mehr nach Diil und musste nach Atara zurückkehren. Die Demonstration war durch die Indonesier im Santa-Cruz-Massaker mit Gewalt aufgelöst worden. 2001 wird Ferreira als Chef von FITUN genannt.

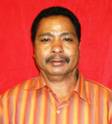
Elizário Ferreira als Abgeordneter

Ferreira hat ein Jurastudium abgeschlossen und arbeitete später als Dozent. Von 2001 bis 2012 war er Abgeordneter im Nationalparlament Osttimors. In seiner zweiten Legislaturperiode rückte er erst am 21. August nach, einen Monat nach der ersten Sitzung des Parlaments. In dieser Legislaturperiode war er Mitglied der Kommission für Jugend, Sport, Arbeit und Ausbildung (Kommission H).
Ferreira war Non-executive Members des Präsidiums der Zentralbank von Osttimor, als er mit dem Wechsel in der Regierungskoalition und der Aufnahme der FRETILIN in die VIII. Regierung am 24. Juni 2020 zum Staatssekretär für Kooperativen SECOOP vereidigt wurde. Das Amt hatte er bis zum Ende der Legislaturperiode am 30. Juni 2023 inne.